# Пескомађоре (Л'Аквила)
Пескомађоре (итал. Pescomaggiore) је насеље у Италији у округу Л'Аквила, региону Абруцо.
Према процени из 2011. у насељу је живело 43 становника. Насеље се налази на надморској висини од 972 м.